# 周慕莲
周慕莲（1900年—1961年），字瑶卿，男，四川成都人，中国川剧表演艺术家，曾任重庆市川剧院院长。